# Щедрино (Нижегородская область)
Ще́дрино — деревня в Вачском районе Нижегородской области. Расположена на правом берегу речки Тужи (правый приток Оки). Входит в состав Чулковского сельсовета. Находится на расстоянии около 4 км на юго-запад от села Чулково.
В прошлом — деревня Красненского прихода Загаринской волости Муромского уезда Владимирской губернии.

## Из истории Щедрино
- В окладных книгах Рязанской епархии за 1676 год в составе прихода села Красно упоминается деревня Щедрино, в которой 36 дворов крестьянских и 6 бобыльских.
- В 1840-х — 1850-х годах Щедрино входило в состав владений князя Сергея Григорьевича Голицына[2][3].
- В «Историко-статистическом описании церквей и приходов Владимирской Епархии» за 1897 год сказано, что в деревне Щедрино Красненского прихода 70 дворов.

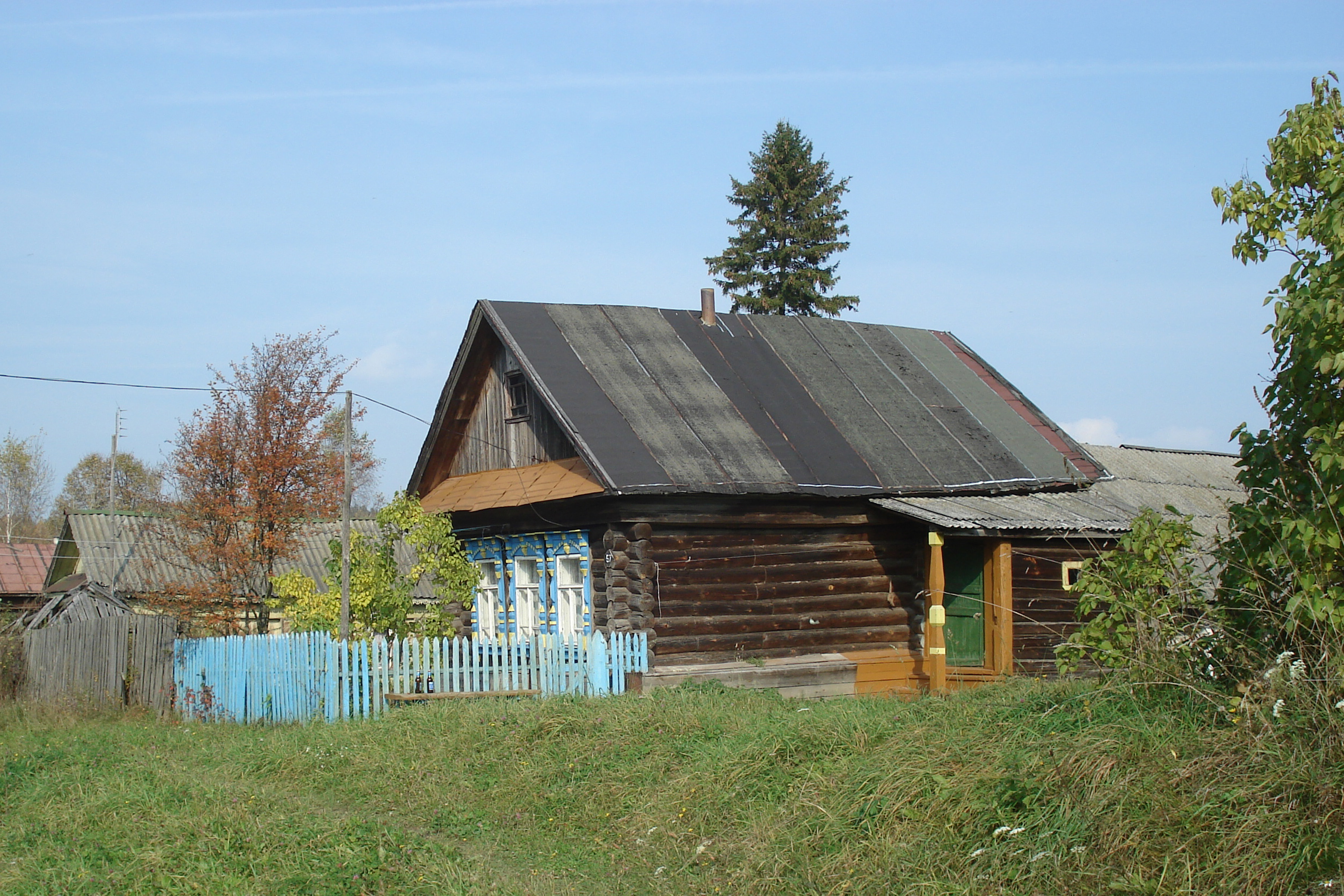
В Щедрино много таких аккуратных домов.

## Население
| 1859 | 1905 | 1926 | 1999 | 2002 | 2010 |
| ---- | ---- | ---- | ---- | ---- | ---- |
| 498  | ↘431 | ↗470 | ↘96  | ↘66  | ↘49  |

## Щедрино сегодня
Щедрино имеет два двухсторонних «порядка» (улицы) домов, круто спускающихся сверху вниз к речке Туже и разделённых протекающей в глубоком овраге речкой Ариновкой — правым притоком Тужи. Улица слева от Ариновки (если смотреть по течению) называется Щедрино, справа — Мотылиха. Некоторое количество домов располагается вне этих порядков, в низине, около Тужи. Эта часть Щедрино называется Заидомка.

В Щедрино работал магазин, но летом 2010 его закрыли из-за участившихся случаев воровства. Щедрино телефонизировано и в нём установлен «красный» таксофон с номером (83173) 76-130.
Добраться до Щедрино можно по автодороге Р125 Муром — Нижний Новгород, повернув у Федурино (рядом с поворотом на Вачу) в сторону Чулково, проехав по асфальтированной дороге около 14 км и, после поворота налево, ещё примерно 2 км — по грунтовой дороге с частичным покрытием старым асфальтом. Также можно воспользоваться автобусом № 100, курсирующим по маршруту Павлово — Вача — Чулково и проходящим на расстоянии 2 км от Щедрино.